# Properce
Properce, de son nom latin Sextus Propertius, est un poète latin né aux alentours de 47 av. J.-C. en Ombrie, sans doute à proximité de la ville actuelle d'Assise, et mort vers 16/15 av. J.-C..

## Biographie
Très peu d'informations sur Properce sont connues, en dehors de ses propres écrits. Son praenomen « Sextus » est mentionné par Aelius Donat, quelques manuscrits le désignent comme « Sextus Propertius », mais le reste de son nom est inconnu. De nombreuses références dans sa poésie,, indiquent clairement qu'il est né et a grandi en Ombrie ; la ville d'Assise actuelle revendique l'honneur de l'avoir vu naître. Issu d'une famille de chevaliers, il perd son père très jeune et sa famille voit ses terres confisquées, lors de la guerre civile en 40 av. J.C opposant les propriétaires terriens de l'Ombrie et de l'Étrurie à l'assignation politique des terres voulues par Octave et Marc Antoine au profit des vétérans, cette même assignation qui fut probablement imposée à Virgile.
Properce disparaît ou meurt vraisemblablement très jeune, en 15 av.J.C. Il évoquait par ailleurs ses funérailles dans une élégie (II, XIII, b) « Quand viendra un jour la mort fermer mes yeux, (…) je ne veux que les simples obsèques d’un convoi plébéien (…) Que sur ma tombe étroite on plante un laurier dont l’ombre couvrira la place du bûcher éteint. / Que l’on grave aussi ces deux vers : Celui qui maintenant gît ici, poussière affreuse, autrefois d’un unique amour était le servant. / (…) Mais toi, Cynthia, en vain tu crieras à mes Mânes muets de revenir : mes os réduits en poussière, comment parleront-ils ? »

## Jeunesse et formation
Malgré le décès de son père et la supposée ruine de sa famille, sa mère le pousse tout de même à entreprendre des études dans une carrière publique. Au vu de ce choix de carrière et de ses connaissances mythologiques, il avait tout de même reçu une éducation conséquente. Properce décide de partir pour Rome à l'âge de 20 ans pour étudier le droit, au moment du triomphe d'Octave sur Marc Antoine lors de la bataille d'Actium (31 av. J.C). Cependant, il abandonnera ses études au profit de la poésie. Contemporain de Virgile, Ovide ou encore Tibulle, il est amené à côtoyer des personnalités lettrées et politisées, il fait par ailleurs la rencontre de Cornelius Gallus, qui aime la mime Cythéris et la chante sous le nom de Lycoris, ou comme l’avaient été aussi ceux qui se réunissaient autour de Catulle trente ans plus tôt - les novi poetae, poètes novateurs.
Properce gagne de l'influence par l'évolution de ses fréquentations. Côtoyant une association religieuse, un sodalicium, placée sous le patronage de Bacchus, Properce y lit ses poèmes écoutés entre autres par Ovide. Il fréquente également le cercle plus restreint de Mécène, homme politique romain et proche de l'empereur Auguste, dont il est l'ami mais non son obligé comme Virgile. On peut deviner que Mécène a eu une assez forte influence sur Properce, notamment par les hommages rendus par Properce pour les bienfaits apportés par ce dernier.
Concernant sa carrière littéraire, Properce affirme dès le début son attirance pour l'Élégie. Forme de poème dans l'Antiquité, puis genre poétique à part entière durant la Renaissance, ce "chant de mort"  alterne hexamètres et pentamètres en distiques, également appelés vers élégiaques. Il a par ailleurs affirmé très tôt son indépendance par rapport à Mécène en refusant d'écrire une épopée à la gloire d'Octave Auguste. Mécène poussait Properce dans cette voie, puisque selon lui, il devait écrire des poèmes nationaux, beaucoup plus politisés que lyriques. Ainsi, face aux pressions exercées par Mécène sur lui, il répondit par une recusatio (II, XXXIV) «Mon plaisir est de languir, couché sur les guirlandes de la veille, atteint jusqu’aux os par le trait du dieu infaillible/ celui de Virgile est de dire les rivages d’Actium gardés par Phébus et les navires puissants de César.»
Concernant son style, Properce est le poète qui a le plus résisté à intégrer dans ses œuvres la politique d'Auguste. Bien qu'il ait cédé à ces pressions, mais de manière tardive, dans le livre IV de ses Élégies. Properce est également une figure importante de l'élégie puisqu'il est celui qui alla le plus loin dans le métissage du grec et du latin, à la fois dans la langue elle-même, en empruntant largement aux tournures grecques et dans les thèmes. Il se pose lui-même comme un nouveau Callimaque dont il s’approprie l’art pour créer une œuvre autre. Il écrit ainsi quatre livres d'élégies dont le premier paraît en 25 avant J.-C. sous le tire de Cynthia monobiblos, (Cynthia, livre unique) le second l’année suivante, le troisième vers 23 avant J.-C. et le quatrième après 16 avant J.-C.

## Œuvres

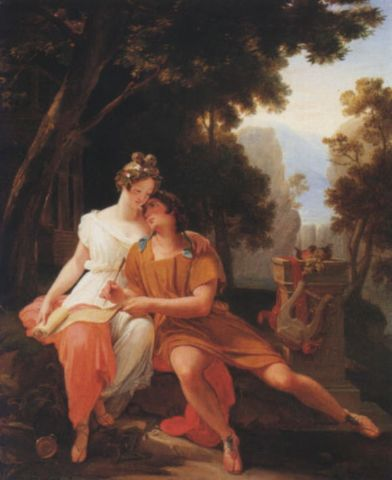
Propertius et Cynthia à Tivoli, peinture de Auguste Vinchon.

Il est l'auteur de quatre livres d’Élégies. Ces œuvres sont souvent considérées comme difficile d'accès de par leur construction complexe et leur style marqué par des transitions brusques et nombreuses références mythologiques.

### Livre Premier: «Cynthia monobiblos»
Le premier livre de ses élégies, le seul qu'il ait publié lui même  est d'ailleurs le livre qui attire l'attention de Mécène, qui invitera par la suite Properce dans le cercle des poètes de cour. Ce livre est appelé « Cynthia monobiblos ». Alors qu'il a 18 ans, Properce rencontre Cynthia, qui si l'on en croit une indication d'Apulée dans l'Apologie (X), s'appelait Hostia (d'autres disent Roscia), pour qui il entretiendra une passion ardente pendant plusieurs années. Elle deviendra sa muse et influencera ses œuvres. Certains la pensent prostituée, d'autre une femme mariée mais volage. Cette liberté ne gênait pas dans la Rome antique mais les empêchait juridiquement de fonder un foyer légalement reconnu. Du moins, la législation « morale » d'Auguste formula-t-elle expressément cette interdiction, à laquelle le poète fait allusion. Le choix du nom de Cynthia n'est pas anodin. Il possède la même assonance et la même métrique que celui de Roscia (ou d'Hostia), et renvoie directement au mont Cynthe, à Délos, considéré comme le lieu de naissance d'Apollon. Il confère donc à la jeune femme la qualité d'amie de la poésie.

« C'est pour toi qu'Apollon dispose de sa lyre ;
  Sur un rythme aonien Calliope t'inspire ;
  Tu mets dans tes discours les charmes de Phébus ;
  Minerve, pour t'orner, s'entend avec Vénus.
  Riche de leurs faveurs, tu seras, ma Cynthia,
  Loin d'un luxe importun, le bonheur de ma vie. »

— Properce, Élégies, I-1
Ainsi, ce premier livre comprend 22 élégies ont principalement pour destinataire Cynthia. Mêmes celles qui s'adressent  aux amis du poètes (Tallus, Gallus, Poncticus et Gallus), il les interpelle pour leur parler de son amante. Ces élégies semblent être sous la forme d'un roman narrant ne histoire d'amour tumultueuse et passionnée. Probablement inspirée en partie de son histoire, Properce se persuade à travers ses vers des péchés de leur histoire, tantôt la jalousie, tantôt la tromperie.

« Je mesure, en tremblant, le contour de son sein ;
  Inutile présent, roulant sous ma caresse,
  Quand dans l'ingrat sommeil sa poitrine s'affaisse !
  Et quand sa bouche rend le plus léger soupir,
  Un noir pressentiment vient alors m'assaillir,
  Pensant que dans un rêve, en de soudaines craintes,
  Peut-être elle est d'un autre à subir les étreintes. »

— Properce,  Élégies, I-3.
Néanmoins, ce premier livre se termine sur un Properce abattu par la rupture de son couple. Les caprices et crises de son amante, son caractère pouvant être violent fait voler en éclats l'idylle.

« Si ton amour au mien reste égal, au tombeau,
  Le trépas, quel qu'il soit, me sera doux et beau ;
  Mais je crains, du bûcher quand s'éteindra la flamme,
  Qu'un autre ne survienne, et, captivant ton âme,
  Ne tarisse les pleurs que sur moi tu répands. »

— Properce,  Élégies, I-19.
Cependant la liaison finira par rendre et certains affirment que des enfants pourraient être nés de cette passion, ou d'une relation précédente. Un prétendu descendant de Properce est évoqué par Pline.

### Livre deuxième
Ce deuxième livre aurait été rédigé entre 28 et 25 av.J.C et comprend 34 élégies. Karl Lachmann, un scholiaste du XIXe siècle, s'appuyant sur le nombre important de poèmes ainsi que sur la mention dans le texte de « trois livres », suppose que le livre II qui nous est parvenu est le résultat d'une compilation tardive de deux livres séparés. Cette hypothèse a été récemment récusée .Ces poèmes, bien que similaires à ceux du premier livre, démontrent tout de même une évolution, marquée notamment par les sentiments évoqués. Ces poèmes sont consacrés à la renaissance des rapports entre les deux amants, laissant la place des premiers émois à de la jalousie et à un désir de possession. L'Amour, célébré dans le premier livre est bien moins présent que d'autres sentiments, tels que la haine, le désir et le soupçon.

« C'est avéré, Cynthia est la fable de Rome !
  Ta conduite en ces lieux n'est cachée à nul homme,
  Cet outrage sans nom aura son châtiment !
  L'Aquilon à son tour détruira mon serment.
  Ne trouverai-je pas dans les femmes volages
  Un cœur qui, de mes vers goûtant les avantages,
  En me vengeant de toi, me payera de retour !
  Ah ! tu regretteras, ingrate, mon amour... »

— Properce,  Élégies, II - V

Ce livre est également marquant puisqu'une élégie est directement adressée à Mécène et Auguste y est mentionné pour la première fois (Élégie X).

### Le troisième Livre
La publication du troisième livre survient après -23 : la mort de Marcus Claudius Marcellus (neveu d'Auguste), cette année-là, y est mentionnée. Son contenu montre le début chez le poète d'un glissement du thème de l'amour vers des thèmes divers ;  certains poèmes utilisent Amor comme point de départ vers d'autres sujets. Le livre montre aussi le poète de plus en plus las de Cynthia, qui y est beaucoup moins présente (seul un tiers des 25 élégies la concerne) à la fois exigeante et volage, et suggère une fin amère à leur passion amoureuse. Dans ce livre, Properce tente de la reconquérir une dernière fois, allant jusqu'à lui proposer le mariage, mais en vain. La rupture est définitive et le poète quitte l'Italie pour Athènes. Ce voyage répond aussi à la nouvelle ambition de l'auteur, de se détacher de ces thèmes romantiques pour divers thèmes, s'inspirant de grands poètes alexandrins, cités dès l'ouverture du livre.

« Mânes de Callimaque, ombre de Philétas,
  Souffrez que sous vos bois je dirige mes pas.
  Prêtre nouveau puisant à votre onde divine,
  J'enseigne l'art des Grecs à la muse latine.
  Sous l'effet de quelle eau, de grâce, dans quels lieux,
  Quel antre, écrivez-vous des vers si gracieux ? »

— Properce,  Elégies, III-1.
Fort de cette nouvelle ambition de politiser ses poèmes, ce troisième livre célèbre entre autres, le triomphe d'Auguste et condamne le couple Antoine et Cléopâtre. Est aussi évoquée la mémoire de Marcellus, neveu et héritier de l'empereur, mort peu de temps auparavant : il s'agit sans doute d'un de ses poèmes les plus émouvants.

« Ce lieu dans les enfers un héros engloutit,
  Et sur les eaux du lac erre encor son esprit...
  Rien ne l'a garanti. Sa valeur, sa naissance,
  Sa force, de César la suprême puissance,
  Ces voiles et ces vœux dans un théâtre plein,
  Les vertus dont sa mère enseigna le chemin,
  Rien n'arrêta sa mort, à sa vingtième année.
  Un instant a tranché si belle destinée ! »

— Properce,  Élégies, III-18.

Un passage de ses Élégies (Livre III, Élégie 21), « Quantum oculis, animo tum procul ibit amor » en latin (littéralement « L'amitié est loin quand elle échappe aux regards »), est une origine possible d'un proverbe populaire : « Loin des yeux, loin du cœur »,.

### Quatrième Livre
Le livre IV, publié à titre posthume après -16, dévoile le programme ambitieux du poète, et inclut plusieurs poèmes étiologiques qui expliquent l'origine de rites ou de légendes romains ou latins. Sans doute faut-il y voir l'influence de Mécène qui n'a eu de cesse de le pousser vers la grande poésie nationale. Il s'en approche bien que l'on sente chez lui le désir de concurrencer Virgile. La sixième pièce de ce livre IV est consacrée à la victoire d'Actium, les autres élégies transportant le lecteur aux premiers temps de Rome, où le poète n'hésite pas à donner vie à des dieux bizarres et parfois oubliés (Vertumne, Jupiter Férétrien) ou à des épisodes peu connus, mais toujours empreints de romanesque (Hercule et Bona Dea). Il ouvre ainsi une voie dans laquelle Ovide s'engagera plus franchement avec ses Fastes. Ce livre, le dernier, comporte moitié moins de poèmes que le premier.

« Je veux célébrer Rome, en ma pieuse ardeur !
  Quelque faible que soit ma voix pour sa grandeur,
  Le peu que j'ai de sang, le peu que j'ai de vie,
  Je le voue en entier à chanter ma patrie.
  Que le docte Ennius se couvre du laurier !
  Du lierre de Bacchus pour moi je serai fier,
  Si par mes vers, Ombrie, en un temps je puis être
  Callimaque romain au sol qui m'a vu naître.
  En visitant vos murs au sein de vos vallons,
  Puisse-t-on voir ma gloire illuminer vos fronts !
  C'est pour toi que j'écris, ô Rome. Que surgisse
  Sur mon chef des oiseaux le ramage propice !
  Ton culte, tes autels et tes vieux monuments
  De mes derniers coursiers soutiendront les élans. »

— Properce,  Élégies, IV-1.
Cependant, l'amour est loin d'être un thème complètement délaissé par l'auteur, mais davantage une matière appréhendée d'une manière différente. Cynthia, alors morte, apparaît une ultime fois, pleine de reproches envers son amant. Mais l'auteur dépeint son souvenir avec une infinie tendresse nostalgique. Ainsi, ce sentiment d'amour si présent puis délaissé, n'est plus l'expression d'assouvissement d'une passion violente et volage comme dans les premiers livres, mais l'image d'un sentiment plus pur, capable de survivre à la mort et à l'oubli.

« Si des songes pieux te surviennent parfois,
  Qu'ils aient ta confiance ; écoute-les, et crois.
  Nous errons dans la nuit où nous voulons sans peine
  Et Cerbère lui-même est libre de sa chaîne
  Mais quand paraît le jour, nous rentrons de nouveau.
  Et Charon du Léthé nous fait traverser l'eau.
  Sur d'autres maintenant que ton amour retombe.
  Mais nos os, sans tarder, s'uniront dans la tombe. »

— Properce, Élégies, IV-7.

Après cette passion violente et dévorante, l'auteur semble finir par trouver une paix dans l'honneur, le respect de la parole donnée et dans la confiance mutuelle.